# Oppel-Täuschung

Oppel-Täuschung: Alle sechs Streckenabschnitte sind gleich lang.

Die Oppel-Täuschung oder Oppel-Illusion ist eine geometrisch-optische Täuschung, die 1855 von dem Philosophen, Philologen und Mathematiker Johann Joseph Oppel (1815 bis 1894) beschrieben wurde. Oppel, der als erster den Begriff der geometrisch-optischen Täuschung prägte, beschäftigte sich mit verschiedenen Illusionen von Orientierung und Größe.
Die Abbildung zeigt ein Beispiel einer Oppel-Täuschung. Jede der beiden gleich langen waagerechten Strecken ist in drei gleich lange Abschnitte unterteilt. Die Täuschung besteht darin, dass der mittlere Abschnitt der oberen Strecke kürzer als jeder der beiden äußeren Abschnitte und entsprechend der mittlere Abschnitt der unteren Strecke länger als jeder der beiden äußeren Abschnitte wahrgenommen wird.